# The Traitress of Parton's Court
The Traitress of Parton's Court è un cortometraggio muto del 1912 diretto da Hay Plumb.
Non si conoscono altri dati del film, andato distrutto nel 1924 dallo stesso produttore, Cecil M. Hepworth che, in gravi difficoltà finanziarie, giunse a tanto per poter recuperare il nitrato d'argento della pellicola.

## Trama
Una giovane venditrice ambulante viene salvata da un incendio appiccato dai vicini da un pompiere. La ragazza, grata, salverà il vigile del fuoco da una rapina.

## Produzione
Il film fu prodotto dalla Hepwix, nome usato in qualche caso dalla Hepworth.

## Distribuzione
Distribuito dalla Hepworth, il film - un cortometraggio in una bobina - uscì nelle sale cinematografiche britanniche il 25 aprile 1923.